# 公安部证券犯罪侦查局
公安部证券犯罪侦查局，是中华人民共和国公安部的一个内设机构，成立于2003年12月。

## 历史
2002年5月11日，中央机构编制委员会办公室批复中华人民共和国公安部，同意成立证券犯罪侦查局，局长由公安部经济犯罪侦查局局长兼任。
公安部证券犯罪侦查局实行垂直管理体制，在北京、大连、上海、武汉、成都和深圳六地派驻直属分局，直接对公安部证券犯罪侦查局负责，分局人事、财务及业务工作均由公安部证券犯罪侦查局领导管理。其中，上海与深圳分局为副厅局级建制。北京分局（正处级）管辖北京、天津、河北、山西、新疆（含新疆生产建设兵团）；大连分局（正处级）管辖辽宁、吉林、黑龙江、内蒙古；上海分局（副厅局级）管辖上海、江苏、浙江、安徽、山东；武汉分局（正处级）管辖河南、湖北、湖南、陕西、甘肃、宁夏；深圳分局（副厅局级）管辖福建、江西、广东、广西、海南；成都分局（正处级）管辖重庆、四川、贵州、云南、青海、西藏。
2010年1月1日起，撤销原大连、武汉、成都分局，北京、上海、深圳分局改为第一、二、三分局。

## 职责
根据《最高人民法院、最高人民检察院、公安部关于公安部证券犯罪侦查局直属分局办理经济犯罪案件适用刑事诉讼程序若干问题的通知》（公通字〔2009〕51号），公安部证券犯罪侦查局直属分局承担下列职责：
1. 欺诈发行股票、债券案件；
2. 上市公司提供虚假财会报告案件；
3. 内幕交易、泄露内幕信息案件；
4. 操纵证券、期货交易价格案件；
5. 公安部交办的其他经济犯罪案件。

## 机构设置
根据《最高人民法院、最高人民检察院、公安部关于公安部证券犯罪侦查局直属分局办理经济犯罪案件适用刑事诉讼程序若干问题的通知》（公通字〔2009〕51号），公安部证券犯罪侦查局设置下列机构：

### 直属分局
- 第一分局（副厅级）[註 1]
- 第二分局（副厅级）[註 2]
- 第三分局（副厅级）[註 3]